# Archivio di Stato di Mantova
L'Archivio di Stato di Mantova, sito in via Roberto Ardigò 11, è l'istituzione dello Stato preposta alla conservazione dei documenti a partire dal secolo XI, prodotti dalle istituzioni pubbliche e private, da singole personalità e da famiglie storiche della città e della provincia di Mantova, tra le quali risaltano i Gonzaga.

## Storia
L'Archivio di Stato di Mantova fu istituito nel 1868, due anni dopo che la città virgiliana entrò a far parte del Regno d'Italia. Inizialmente ospitato nel Palazzo Ducale, fu trasferito nell'attuale sede del Palazzo degli Studi (Mantova) nel 1883 negli edifici che nel secolo precedente erano occupati dal collegio e dal convento dei Gesuiti. Incluse nel complesso dell'archivio ci sono la torre medievale dei Gambulini e la ex chiesa della SS. Trinità, ora principale deposito dell'archivio.
Nel palazzo, di proprietà del marchese di Castel Goffredo Aloisio Gonzaga, morì il 30 novembre 1526 il condottiero Giovanni dalle Bande Nere, in seguito alle ferite riportate a Governolo nella battaglia contro i lanzichenecchi.

## Patrimonio

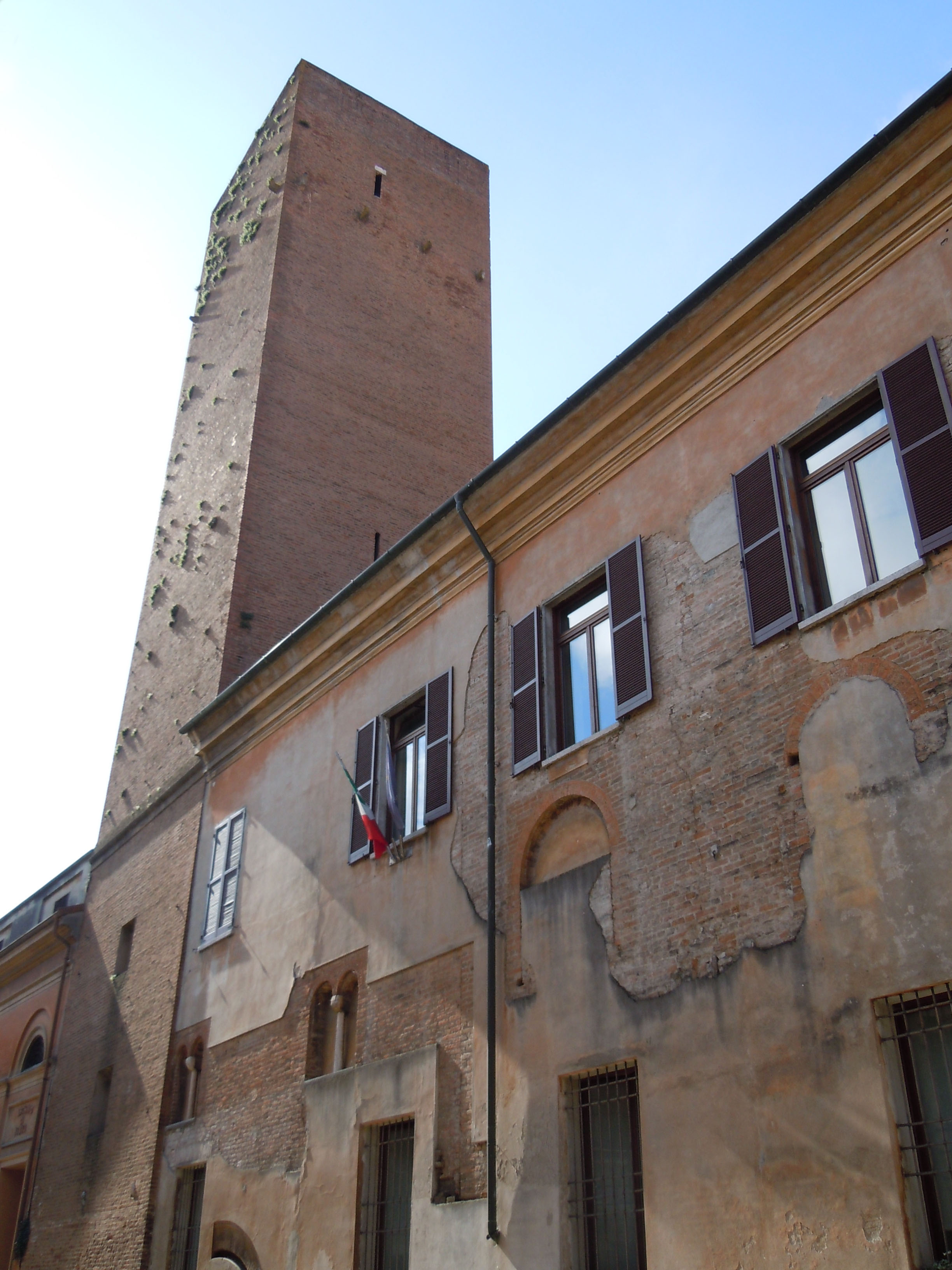
Mantova, torre dei Gambulini

L'Archivio di Stato di Mantova conserva documenti risalenti al secolo XI, quando la città era sotto il dominio dei Canossa, al periodo comunale, all'epoca dei Bonacolsi e soprattutto dei Gonzaga.
L'archivio Gonzaga è uno dei più completi ed esaustivi archivi appartenuti a una famiglia che abbia governato in età moderna.
Rilevante è anche l'archivio Castiglioni  acquisito dai discendenti di Baldassarre Castiglione, archivio che include pergamene, mappe, disegni e documentazione della nobile famiglia mantovana dal XIII al XX secolo.
Nei locali dell'Archivio di Stato sono altresì conservati le documentazioni dei periodi di governo austriaco e napoleonico così come gli archivi notarili, catastali, degli enti ecclesiastici, delle corporazioni di arti e mestieri e anche gli archivi di famiglie e di singole personalità che sono stati donati o depositati all'Archivio di Stato.

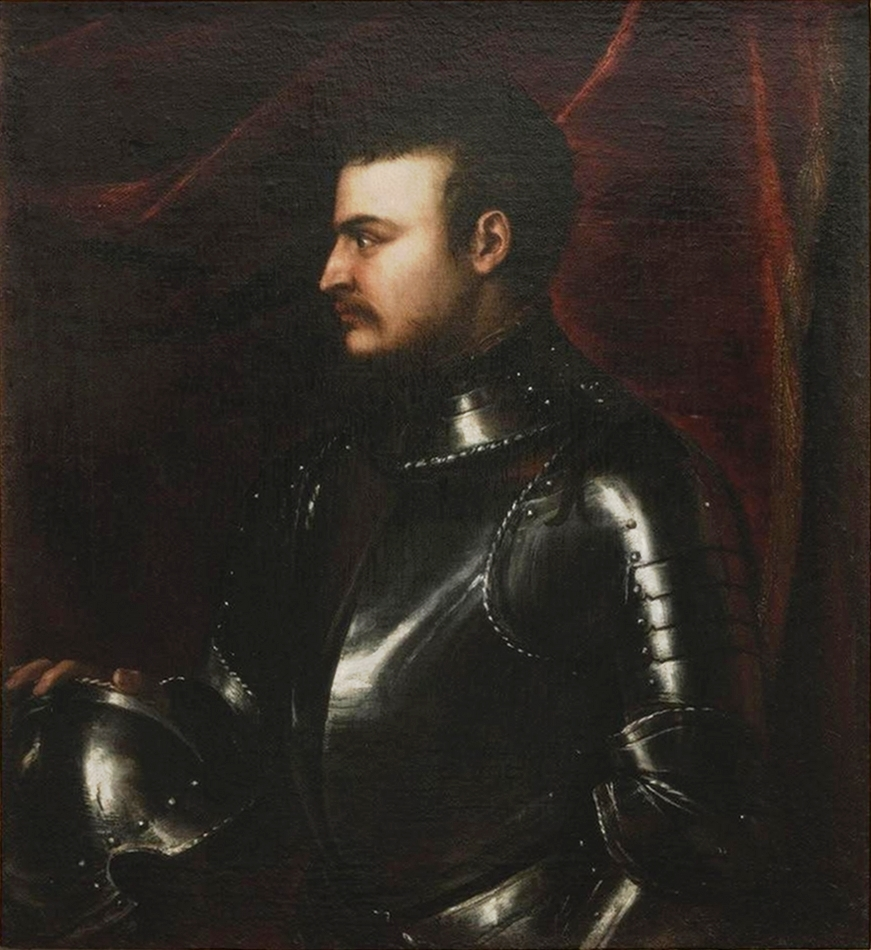
Giovanni dalle Bande Nere, morto nel 1526 nel palazzo di Aloisio Gonzaga

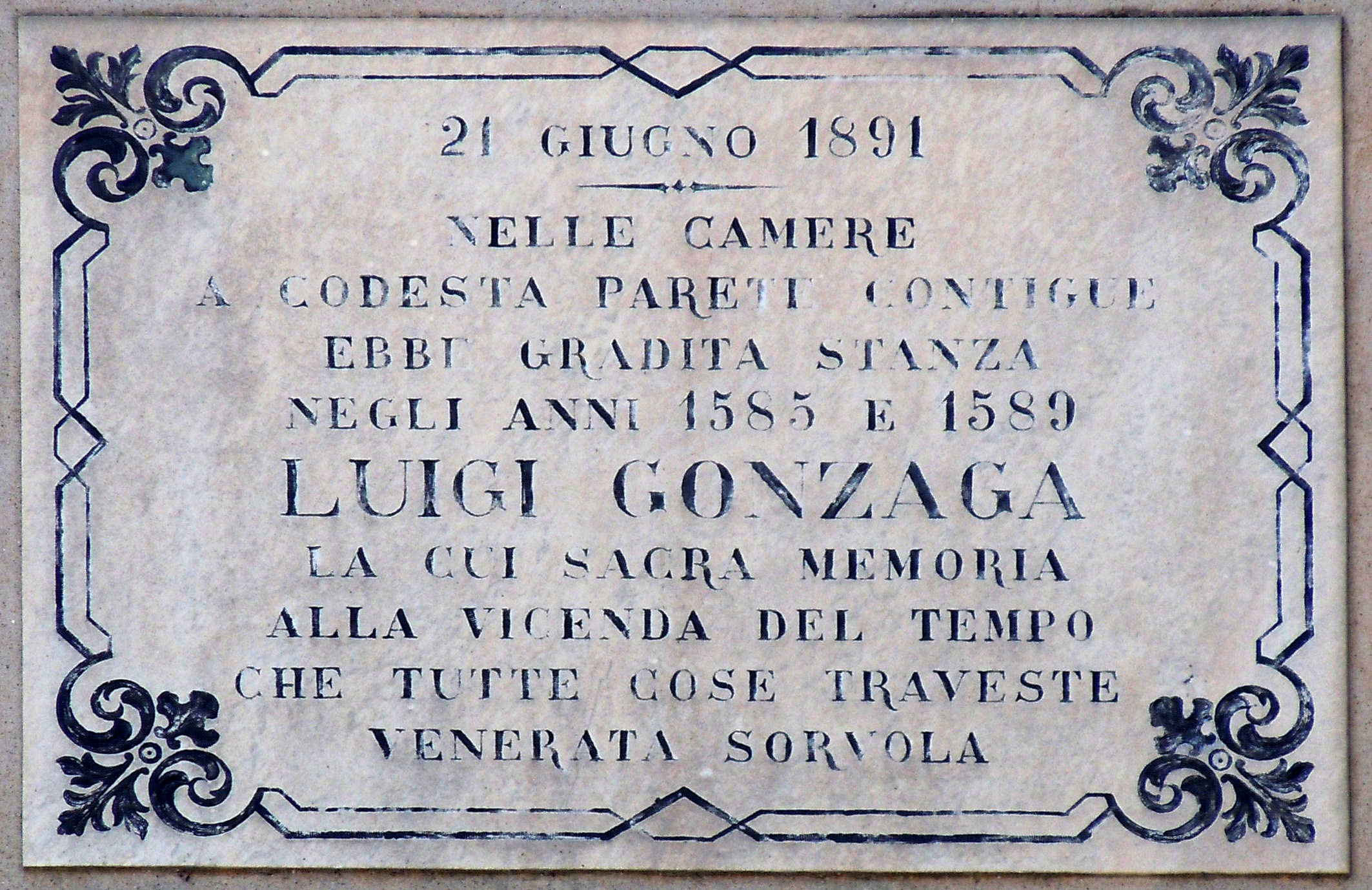
Lapide posta da papa Pio X a ricordo del soggiorno nel palazzo di San Luigi Gonzaga

Sono 25.000 i metri lineari di scaffalature utilizzati per contenere gli oltre 250.000 pezzi cartacei come buste, registri, volumi, fascicoli, più di 6.000 pergamene, circa 14.000 tra mappe e disegni. In più sono conservati sigilli, monete, stampe e la biblioteca dispone per consultazione e riproduzione di oltre 20.000 titoli.

## La Scuola
Presso l'Archivio di Stato di Mantova è attiva la Scuola di archivistica, paleografia e diplomatica, una delle diciassette presenti in Italia.